# Chlef
Chlef (tiếng Ả Rập: الشلف) là một thanh phố thủ phủ của tỉnh Chlef của Algérie. Thành phố có tổng diện tích km², trong đó diện tích đất là km², dân số theo ước tính năm 2005 là 235.062 người. Đây là thành phố lớn thứ 8 Algérie.